# Гейзинг
Гейзинг (від англ. hazing) — ритуалізоване жорстоке або принизливе поводження в ході ініціації при вступі в певну групу та подальшої підтримки ієрархії в цій групі. Проблема гейзинга існує в шкільних, університетських, спортивних, армійських спільнотах. Ті прояви дідівщини, що пов'язані не з експлуатацією жертв, а з приниженням їхньої гідності, відносяться до гейзингу. Традиції гейзингу існують у багатьох північноамериканських студентських братствах.